# 潁陽千氏
潁陽千氏（ヨンヤンチョンし、朝: 영양천씨）は、朝鮮の氏族の一つ。本貫は中華人民共和国河南省鄭州市管轄の登封市の潁陽鎮である。2015年の調査では、100,014人である。

## 歴史
『潁陽千氏梅軒公家乗譜』によると、始祖千巌は、中国の明の洪武年間に都総将、版図丞相を務めた。子孫は潁陽に住み、本貫とした。9代後の子孫で中始祖千万里は、1592年の壬辰倭乱時に明の皇帝の名で調兵領糧使兼総督将を務め、息子の千祥、千禧と朝鮮に渡り、平壌、郭山、東萊などで勝利を収めた。1597年の丁酉再乱では麻貴提督の下で中司馬として蔚山などで日本軍と戦った。戦後、息子と朝鮮に帰化した。宣祖は千万里に資憲大夫に奉朝賀の官職を下し、花山君とした。万里には田30結を給復して、長男の千祥は漢城府左尹、次男の千禧は平邱道察訪に任じ、子孫に世禄を授けた。
全羅北道南原市金池面芳村里に千万里の墓があり、慶尚南道固城郡高城東海面壮佐里虎巌書院で千万里の誕生日である旧暦8月1日に祭祀を行う。

## 起源
千氏の起源は、四川省一帯に住んでいた古代の少数民族氐族である。氐族は、中国三国時代から千姓を名乗り初め、陝西省を経て河南省一帯に定着した。
中国河南省の『東方今報』は、河南省武陟県の千氏集姓村を取材して「中国の千氏と韓国の千氏は祖先を同じくする」と報じた。毎年5月、韓国の潁陽千氏宗親会員は、中国河南省登封市の家祠堂を訪問し、中国千氏宗親会と一緒に礼をささげている。

## 本貫
潁陽は、中国河南省登封市の潁陽鎮を指す。

## 分派
- 左尹公派　千祥
  - 処士公派
  - 宣伝公派
  - 正郎公派
  - 通徳郎公派
  - 松庵公派
- 察訪公派　千禧
  - 営将公派
  - 郡守公派
  - 県監公派
  - 監役公派

## 行列字
| ○世孫  | 12        | 13                            | 14                            | 15                  | 16                            | 17                            | 18                  | 19                  | 20                  | 21                  | 22                  | 23                  | 24                  | 25                  | 26                  |
| ------ | --------- | ----------------------------- | ----------------------------- | ------------------- | ----------------------------- | ----------------------------- | ------------------- | ------------------- | ------------------- | ------------------- | ------------------- | ------------------- | ------------------- | ------------------- | ------------------- |
| 行列字 | 광○（光） | 기○（冀） 익○（翼） 우○（愚） | ○봉（鳳） ○윤（胤） ○욱（旭） | 병○（昞） 병○（柄） | ○우（宇） ○영（寧） ○필（弼） | 성○（成） 세○（歲） 기○（璣） | ○희（熙） ○범（範） | 용○（庸） 강○（康） | ○재（宰） ○벽（璧） | 정○（廷） 임○（任） | ○규（揆） ○규（葵） | 홍○（洪） 해○（海） | ○림（林） ○식（植） | 영○（煐） 형○（炯） | ○균（均） ○기（基） |

## 人物
武科に及第して禦侮将軍に宣伝官を務めていた千耕疇と戸曹正郎を務めた千泰疇兄弟が有名であり、千禧の息子千耟疇は寧越郡守と、千耔疇は利原県監をそれぞれ務めた。通訓大夫、繕工監役を務めた千長疇、広州府尹千賛銘、同知中枢府事千順銘、軍資監正千仁銘、漆原県監千慶弼、刑曹参議の千宇烈、訓錬院判官千海、漢城府左尹千祥、礼曹参判千竜瑞、同知中枢府事千仁雲、工曹参議千玉亮、大護軍千世弼などがいる。千緯永と千厚根・千夏永などは、学者として有名だった。文科及第者には千馹成、千光禄などがいる。
- 千世弼：7世孫。1760年に別軍職、1777年に嘉善大夫漆原県監を経て、1796年に五衛将となった。
- 千寿慶：朝鮮後期の詩人。松石園詩社創立。
- 千光禄：朝鮮の文臣。成均館典籍通訓大夫司憲府持平などを務めた。
- 千世憲：朝鮮で外部主事を務めた。後に独立運動に参加。
- 千手漸：1919年に姜宇奎などとロシアのウラジオストクで独立運動団体老人団を組織した
- 千世光：牧師、日本の神社参拝強要を拒否して収監された。聖教会総会議長、ソウル神学大学理事
- 千炳圭：第10代国会議員、第14代企画財政部長官
- 千時権：第11代慶北総長
- 千世基：第3・5代国会議員、第10代の交通政務次官
- 千命基：第8・9・10代国会議員、第19代保健社会部長官
- 千寛宇：ジャーナリスト、歴史学者
- 千鏡子：画家、大学教授
- 千祥炳：詩人、評論家
- 千性淳：第7代KAIST総長
- 千容宅：第34代国防長官。 15代〜16代国会議員。第23代国家情報院院長
- 千慶松：最高裁判事
- 千英宇：外交通商部第2次官
- 千正培：第57代法務部長官 、15代〜19代国会議員
- 千成寛：第51代ソウル中央地方検察庁検事長[8]
- チョン・シンイル：高麗大学校友会長
- 千永世：第17代国会議員
- 千泓昱：第27代関税庁長
- 千皓宣：第16代大統領秘書広報首席秘書官
- 千海成：第24代統一部次官
- チョン・ホジン：俳優
- チョン・ジョンミョン：俳優
- チョン・ミョンフン：歌手
- ソン・ジヒョ：俳優。旧名チョン・スヨン
- チョン・ウヒ：俳優

## 科挙及第者
6人の過去及第者がいる。
- 千光禄：文科1892年謁聖試甲科主席合格
- 千舜元（1810年生）：生員進士試1879式年試一等
- 千禹鎮（1826年生）：生員進士試1864年増広試二等
- 千洛均（1838年生）：生員進士試1880年増広試三等
- 千乗翊（1813年生）：生員進士試1873式年試三等
- 千一運（1874年生）：生員進士試1894式年試三等

## 集姓村
- 大田広域市儒城区九城洞
- 蔚山広域市東区方魚洞
- 蔚山広域市蔚州郡青良邑三亭里
- 忠清南道論山市錬武邑竹本里
- 忠清南道扶余郡扶余邑佳増里
- 忠清北道沃川郡青城面合金里
- 慶尚北道聞慶市山陽面富岩里
- 慶尚南道固城郡東海面壮佐里
- 慶尚南道晋州市大谷面雪梅里